# سیارک ۱۱۲۹۹
سیارک ۱۱۲۹۹ (به انگلیسی: 11299 Annafreud، نامگذاری:1992SA22) یازده هزار و دویست و نود و نهمین سیارک کشف شده‌است که در ۲۲ سپتامبر ۱۹۹۲ کشف شد.
قدر مطلق سیارک برابر ۱۳٫۹۰ است.